# Бор (Торопецкий район)
Бор — деревня на юго-западе Торопецкого района Тверской области. Входит в состав Скворцовского сельского поселения.

## География
Деревня расположена в 16 км (по автодороге — 20 км) к востоку от районного центра Торопец. К югу от деревни (через реку Добша) находится деревня Скворцово. На севере (через реку Бобровка) расположена деревня Евстигнеенки.

### Климат
Деревня относится к умеренному поясу северного полушария и находится в области переходного климата от океанического к материковому. Лето с температурным режимом +15…+20 °С (днём +20…+25 °С), зима умеренно-морозная −10…-15 °С; при вторжении арктического воздуха до −30…-40 °С.
Среднегодовая скорость ветра 3,5—4,2 метра в секунду.

## Этимология
Название деревни происходит от слова бор — «хвойный лес»; «строевой сосновый или еловый лес по сухой почве, по возвышенности». Название соответствует расположению, так как деревня окружена хвойным лесом.

## Население
| 2010 |
| ---- |
| 77   |

Население по переписи 2002 года — 96 жителей.

### Национальный состав
Согласно результатам переписи 2002 года, в национальной структуре населения русские составляли 96 % от жителей.